# Debbi (Sängerin)

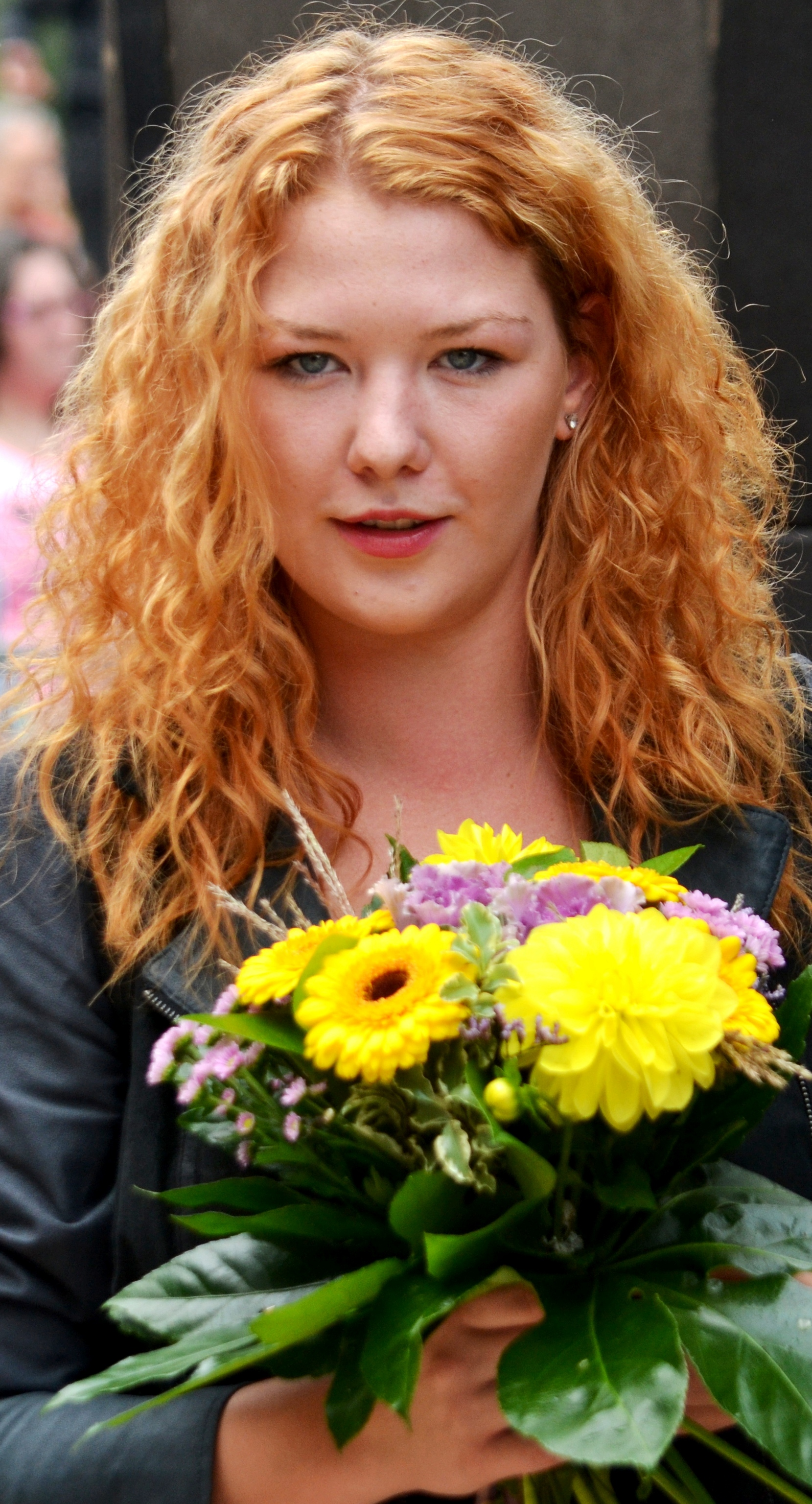
Debbi in Prag – 2014

Debbi (* 12. Mai 1993 in Dortmund; eigentlich Deborah Kahl, tschechisch auch Kahlová) ist eine in Deutschland geborene tschechische Popsängerin.

## Biografie
Deborah Kahl wurde in Deutschland geboren. Ihr Großvater war Pianist, ihre Mutter Sängerin und sie selbst begann mit sechs Jahren mit dem Klavierspielen. Sie nahm 2009 an der Casting-Show Česko Slovenská SuperStar teil, wo sie unter die letzten 24 kam, dann aber im ersten Halbfinale ausschied. Danach nahm sich der Produzent Martin Ledvina ihrer an und sie unterschrieb bei Sony Music. Ihre Debütsingle Možná se mi zdáš erschien Mitte 2010 und war ein kleinerer Radiohit.
Es folgte die Aufnahme des Lieds Touch the Sun für einen Metaxa-Werbespot. Durch die Werbung wurde das Lied so populär, dass es in den tschechischen Charts bis in die Top 5 stieg. Es wurde als Song des Jahres ausgezeichnet. Im Frühjahr 2011 veröffentlichte Debbi ihr nach dem Singlehit benanntes Debütalbum. Es stieg sofort auf Platz eins der Albumcharts ein. Neben englisch- und tschechischsprachigen Liedern befindet sich mit Mein kleiner grüner Kaktus von den Comedian Harmonists auch ein deutschsprachiges Lied auf der CD.
Debbi erhielt 2017 den Anděl als Sängerin des Jahres.

## Diskografie
Lieder
- Možná se mi zdáš (2010)
- Touch the Sun (2010)
- La, La (2011)

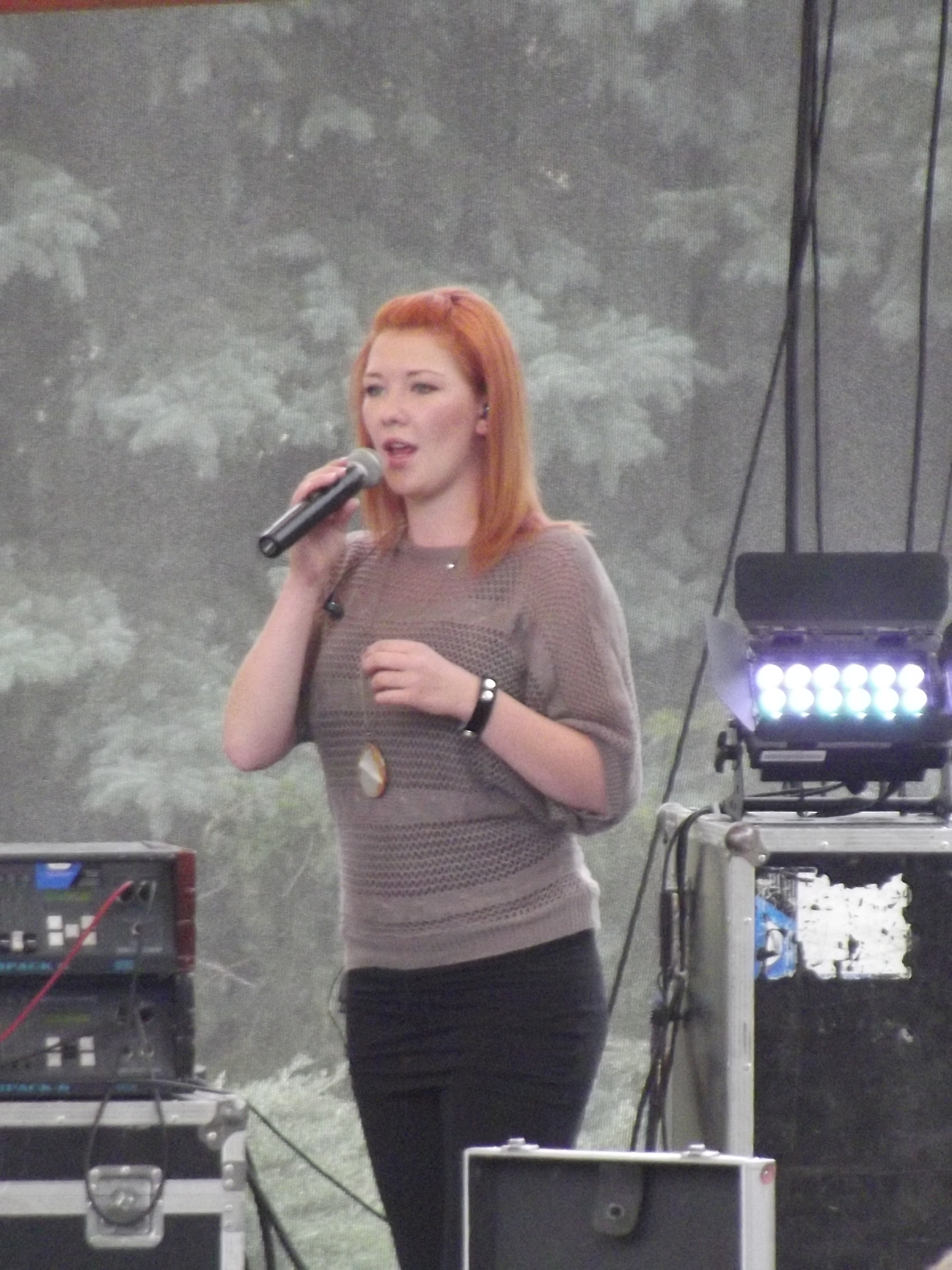
Debbi in Teplice – 2012

- Ležím v tvé blízkosti (feat. Lipo) (2012)
- By My Side (2012)
- You Take Me There (2013)

Alben
- Touch the Sun (2011)
- Love, Logic & Will (2013)